# Mistrzostwa Europy w Lekkoatletyce 1950 – bieg na 10 000 m mężczyzn

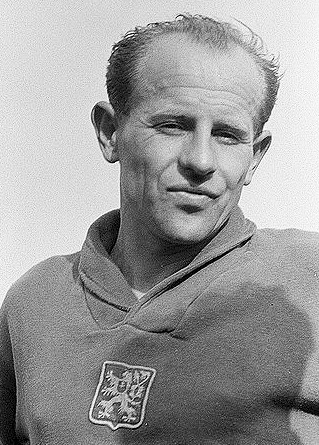
Emil Zátopek

Bieg na dystansie 10 000 metrów mężczyzn był jedną z konkurencji rozgrywanych podczas IV Mistrzostw Europy w Brukseli. Bieg rozegrano 23 sierpnia 1950 roku. Zwycięzcą tej konkurencji został reprezentant Czechosłowacji Emil Zátopek. W rywalizacji wzięło udział czternastu zawodników z jedenastu reprezentacji.

## Rekordy
| Rekord świata     | Emil Zátopek (CSK) | 29:02,6 | Turku, Finlandia | 04.08.1950 |
| Rekord Europy     | Emil Zátopek (CSK) | 29:02,6 | Turku, Finlandia | 04.08.1950 |
| Rekord mistrzostw | Viljo Heino (FIN)  | 29:52,0 | Oslo, Norwegia   | 22.08.1946 |

## Wyniki
| Miejsce | Zawodnik            | Czas    | Uwagi |
| ------- | ------------------- | ------- | ----- |
| 1       | Emil Zátopek        | 29:12,0 | CR    |
| 2       | Alain Mimoun        | 30:21,0 |       |
| 3       | Väinö Koskela       | 30:30,8 |       |
| 4       | Frank Aaron         | 30:31,6 | NR    |
| 5       | Nikifor Popow       | 30:34,4 |       |
| 6       | Martin Stokken      | 30:44,8 |       |
| 7       | Marcel Vandewattyne | 30:48,6 |       |
| 8       | Osman Coşgül        | 30:50,0 |       |
| 9       | John Doms           | 31:04,2 |       |
| 10      | Đorđe Stefanović    | 31:20,0 |       |
| 11      | Franjo Mihalić      | 31:29,4 |       |
| 12      | Ernest Petitjean    | 32:04,4 |       |
| –       | Bertil Albertsson   | DNF     |       |
| –       | José Coll           | DNF     |       |